# 1880년 공화당 전당대회
1880년 공화당 전당대회(1880 Republican National Convention)는 1880년 6월 2일부터 6월 8일까지 미국 일리노이주 시카고의 인터스테이트 엑스포 빌딩에서 열렸다. 대표자들은 1880년 대통령 선거에서 공화당의 공식 대통령 및 부통령 후보로 오하이오주 제임스 A. 가필드와 뉴욕주 체스터 A. 아서를 지명했다.
공화당 후보 지명을 놓고 경쟁한 14명 중 전당대회에 앞서 가장 강력한 세 사람은 율리시스 S. 그랜트, 제임스 G. 블레인, 존 셔먼이었다. 그랜트는 1869년부터 1877년까지 두 차례 대통령 임기를 역임했으며 전례 없는 세 번째 임기를 노리고 있었다. 그는 정치 기구와 후원을 지지하는 공화당의 충실한 세력의 지원을 받았다. 블레인은 공화당의 하프브리드(Half-Breed) 파벌의 지원을 받은 상원의원이자 전 메인주 대표였다. 남북전쟁 장군 윌리엄 테쿰세 셔먼의 형제인 셔먼은 러더퍼드 B. 헤이스 대통령 밑에서 재무장관으로 재직하고 있었다. 오하이오주 출신의 전 상원의원이었던 그는 스톨워츠(Stalwarts)나 하프브리드를 지지하지 않는 대표자들의 지지를 받았다.
지명을 받기 위해서는 379표가 필요했고, 첫 번째 투표에서 그랜트는 304표, 블레인은 285표, 셔먼은 93표를 받았다. 투표는 후보자를 배출하지 못한 채 며칠 동안 계속되었다. 35번째 투표 이후 블레인과 셔먼은 새로운 "다크호스"인 제임스 가필드로 지지를 바꿨다. 다음 투표에서 가필드는 그랜트보다 93표 더 많은 399표로 후보에 올랐다. 가필드의 오하이오 대표단은 충실한 체스터 A. 아서를 가필드의 러닝메이트로 선택했다. 아서는 468표로 부통령 후보로 지명되었으며, 역대 가장 긴 공화당 전당 대회가 연기되었다. 가필드-아서 공화당 후보는 1880년 대통령 선거에서 민주당 윈필드 스콧 핸콕과 윌리엄 헤이든 잉글리시를 간신히 패배시켰다.

## 같이 보기
- 1880년 미국 대통령 선거